# Fantastico
A Fantastico egy olasz televíziós, varieté műsor volt, amely 1979 és 1997 között, megszakításokkal sugárzott a Rai 1. A műsor hagyományosan a Rai szombat esti varietéműsorai közé tartozott, 1981-től pedig az Újévi lottósorolást is tartottak a műsorban.

## Története

### Eredete
A szombat esti lottósorsolás a Canzonissima keretében ment, ami 1975-ben megszűnt. A Rai vezetői látván a vasárnapi műsorfolyam, Domenica In sikerét, úgy gondolták, hogy a lottósorsolást átrakják a szombati esti műsoridőbe. Aminek ötletadója Enzo Trapani rendező lett.  Trapani fontosnak tartotta hogy táncos blokk is legyen a műsorban. Úgy gondolta, a műsorban a fikciónak kellett keverednie a valósággal: színes és kontrasztos díszleteket készített a stúdióba, amiben a diszkók, night-clubok, luna parkok, cirkuszok és pianobárok egyvelegéből születő sajátos hangulata keveredett egymással. A műsornak vetélkedő is része volt, aminek döntője január 6-a volt és hat versenyző vehetett részt az újévi lottósorsolásban.
A Fantastico 1979-ben került adásba először. A műsorvezető Loretta Goggi komika volt, Beppe Grillo társműsorvezetőként szatirikus monológokat adott elő Antonio Riccivel együtt. A másik társműsorvezető Heather Parisi szubrett volt, aki az évad főcímét a Disco bambina (Diszkó kislány) dalt énekelte, ami Heather zenei karrierjének egyik legismertebb dala lett. A másik ismert főcím a Loretta Goggi által előadott L'aria del sabato sera (Szombat esti ária) című dal volt.
Az évad jellegzetessége volt Truciolo néven levő vetélkedő blokk, amiben a játékosoknak az akkor elmúlt 25 év legismertebb olasz dalait kellett felismerni.

### Kis megszakítás (1980-1981)
1980 őszén Scacco matto (Sakk-matt) néven ment a műsor. Az évad műsorvezetői Claudio Cecchetto, Pippo Franco és Laura Troschel voltak. Scacco matto egy varietéműsor volt, amiben vetélkedő műsor és lottósorsolás is volt. Az évad nem hozta a várt nézettséget, hisz nem tudta felvenni a versenyt a műsorral egy időben a Rai kettes programján futó amerikai sorozattal, a How the West was won-nal. Ekkor a Rai vezetősége úgy döntött, hogy a Fantastico tovább folytatódik szombat esti főműsoridős varietéműsortként.

### Nagy siker (1981-1983)
1981-ben Fantastico 2 néven újraindult a műsor. A főcímet ismét Heather Parisi adta elő, aminek Cicale volt a címe és Heather másik legismertebb dala lett. Romina Power Il ballo del qua qua című dala is az évad főcímdala lett. Olyan művészek szerepeltek az évadban mint Walter Chiari színész-komikus, Oriella Dorella prímabalerina, Memo Remigi énekes, aki az évad végefőcímét a Gocce di Luna című dalt adta elő.  Ebben az évadban fedezték fel Gigi Sabani imitátort, a vetélkedőket pedig Claudio Cecchetto vezette. Aki felelevenített olyan vetélkedő műsorokat mint a  Lascia o raddoppia?, Il Musichiere vagy a Rischiatutto. A nézettség magas volt: műsoronként 20 millió volt, az évad záró január 6-i  adást 25,8 millióan nézték.
A harmadik évadot Fantastico 3 néven 1982 őszén Corrado, a Domenica In addigi műsorvezetője vezette. Társa Raffaella Carrá showgirl, énekes, táncosnő volt, akivel emlékezetes műsorvezető párost alkottak és már a Canzonissima műsorban is együtt dolgoztak. Az évad főcíme Ballo ballo című dal volt, amit Raffaella adott elő. Az évadban szerepelt Renato Zero énekes valamint Gigi Sabani imitátor. Az évad vetélkedő blokkjában élő kapcsolással adásonként egy észak és egy dél-olasz település játszott egymással, amit Ramona Dell'Abate és Marina Perzy vezetett.

### Nagy válság (1983-1984)
A konkurens Fininvest Canale 5 csatornáján a hasonló formátumú Premiatissima műsorhoz átment Claudio Cecchetto és az újévi lottósorsolást is átvették a Raitól. A Fantastico 4. évadát Gigi Proietti és Heather Parisi vezették, valamint Milánóból közvetítették a műsort . Nézettségben a Fininvest műsora jobban teljesített.

### Újjászületik a műsor
1984 őszén Fantastico 5 néven folytatódott a műsor, Pippo Baudo lett a műsorvezető. Enzo Trapani helyett új rendező lett. A műsor tematikájában a Canzonissima és a Studio Uno, Milleluci című varietéműsorok hangulatát hozták be ismét: táncjelenetek, énekek, szkeccsek, hazai és külföldi sztárvendégek meghívása. Pippo Baudo műsorvezető társai José Luis Moreno, Valerio Merola és Elisabetta Gardini voltak. Ebben az évadban sikerült nagyobb nézettséget elérni, mit a Premiatissima.
Az 1985-ös évad újabb változásokat hozott: a műsor lírikus blokkjában szerepelt Cecilia Bartoli mezzoszoprán operaénekesnő. A műsor szubrettjeként Heather Parisi helyébe Lorella Cuccarini lépett, aki ebben a műsorban debütált műsortvezetőként. A másik társműsorvezető Galyn Görg amerikai showgirl volt. Az évad főcímei Lorella Cuccarini által előadott Sugar sugar illetve Galyn Görg Formula 6 című dalai voltak. A komikus jelentetkben Beppe Grillo szerepelt, aki 6 év után tért vissza a műsorba. A műsor történetében először gyerekeknek szánt blokk is volt, ebben Pompeo e Carlotta nevű két kacsakarakter adta elő saját műsorait. A blokkban a két kacsának Franco Latini és Cristiana Lionello adta a hangját.
1986-os évadban a műsor Fantastico 7 néven futott. Pippo Baudo mellett Lorella Cuccarini és Alessandara Martines voltak a műsorvezetők. A főcímet Tutto matto (Egészen őrült) című dalt, Lorella Cuccarini adta elő, aki főcímben táncolva énekelte el a dalt. Az évadban élő táncok is voltak, amiket Lorella és táncosai adtak elő.
Az évadban a humoros szkeccseknek kiemelt szerepe lett:  Massimo Lopez, Anna Marchesini és Tullio Solenghi humoristák alkotta trió-nak, valamint Beppe Grillo szatirikus humora is.  Beppe Grillo az egyik adásban nyíltan kritizálta Bettino Craxi akkori miniszterelnököt és szocialista politikust, ami miatt eltiltották a műsortól. Lopez, Marchsini és Solenghi alkotta trió pedig egy másik jelenetben Homeini ajatollahot figurázták ki: Solenghi alakította az Ajatollahot, Marchesini az Ajatollah anyukáját; egy másik jelenetben az Irangateből csináltak komikus jelenetet. A jelenet után az Iran Air felfüggesztette római járatát. Teherán bekérette az olasz nagykövetet valamint bezáratták az olasz kulturális intézetet Teheránban.
1987-ben Pippo Baudo elhagyta a műsort, miután komoly vitáit voltak a Rai vezetőségével.  Helyébe Adriano Celentano énekes lépett műsorvezetőként. Az évad sok kritikát kapott, mert Adriano a monológjai alatt hosszú szüneteket tartott, valamint az egyik adásban bojkottot hirdetett, az 1987-es olasz ügydöntő népszavazásról, ami az atomenergia felhasználásáról szólt. Egyes műsorokban külön kérte a nézőket, hogy ne a konkurens Canale 5 adását nézzek, ahol a Bud Spencer féle Az angyalok is babot esznek film ment.  Az évadban visszatért Heather Parisi műsorvezetőként, valamint Marisa Laurito színésznő valamint  Massimo Boldi és Maurizio Micheli színészek, humoristák is.

### A nézettség visszaesése és a mnegszűnés
1988-ban Massimo Ranieri és Anna Oxa énekesek lettek a műsorvezetők, akik az évadban saját lemezeik dalait énekelték fel, mint Ranieri  Un giorno bellissimo és Oxa Tutti i brividi del mondo című lemezeiről. Az évadban ismét volt lottósorsolás, valamint a filmek. Az évad szubrettje Alessandra Martines volt. A komikus jelenetek, szkeccsek főszereplői Giancarlo Magalli, Nino Frassica és Andy Luotto voltak. Azonban mind a nézettség, mint az eladott lottószelvények száma jelentősen csökkent.
1990-ban a műsor Fantastico 90 néven futott, aminek Pippo Baudo lett ismét a műsorvezetője: a Canzonissima hangulatát akarták visszahozni. Emellett fiatal tehetségeknek is teret adtak, itt debütált a Rai műsoraiban Jovanotti, akinek Ciao mamma című dala lett az évad főcíme. Eredetileg Lorella Cuccarini lett volt az évad szubrettje, de aláírt szerződést a Fininvestnek, így Marisa Laurito színésznő jött a helyébe. A komikus szkeccseket Giorgio Faletti vezette.  A nézettség nem emelkedett, sőt, a várakozások alatt teljesített.
1991-ben Raffaella Carrá és Johnny Dorelli voltak a műsorvezetők. Az évad emlékezetes műsora volt, amikor  Roberto Benigni színész volt a vendég és a női és férfi nemi szerveket próbálta vicces körülírásokkal elmondani  Azonban a nézettség továbbra is zuhant.
1992-ben is lett volna eredetileg műsor, mert tavasszal bejelentették a műsor kezdést, de a jobb nézettséggel rendelkező Scomettiamo che... című műsorhoz került a lottósorsolás, így végül nem indították el, Alba Paretti és  Enrico Montesano lettek volna a műsorvezetők.

### A megbukott remake
1997 őszén újraindították a műsort Enrico Montesano és Milly Carlucci műsorvezetésével. Interjúk, sztárvendégek és zenei betétek voltak jellemzőek az évadban, de a nézettség alacsony maradt, így ezt követően nem volt több Fantastico.